# Pissodogryllacris picea
Pissodogryllacris picea är en insektsart som först beskrevs av Brunner von Wattenwyl 1888.  Pissodogryllacris picea ingår i släktet Pissodogryllacris och familjen Gryllacrididae. Inga underarter finns listade i Catalogue of Life.